# رينا لازو
رينا لازو (بالإسبانية: Rina Lazo)‏ هي رسامة غواتيمالية، ولدت في 23 أكتوبر 1923 في غواتيمالا.